# 全国公安系统一级英雄模范
全国公安系统一级英雄模范，简称全国公安系统一级英模，是中华人民共和国公安部授予公安机关工作人员（包括但不限于公安民警）的最高荣誉称号，也是最高奖励。

## 资格
“成绩卓著，有特殊贡献和重大影响，堪称典范”的个人，且符合以下条件之一：
|                                        | （一）不畏艰难，不怕牺牲，积极参加查处违法犯罪活动、维护稳定、治安防范管理等各项公安保卫工作，成绩突出的； （二）依法行政，文明管理，提高办事效率和工作质量，成绩突出的； （三）锐意进取，勇于探索，有理论创新、革新成果或者创造典型经验，成绩突出的； （四）勤奋学习，刻苦钻研，积极参加教育训练，努力提高警务技能，成绩突出的； （五）爱岗敬业，保持良好作风，认真完成各项工作任务，成绩突出的； （六）秉公执法，清正廉洁，勇于与社会不良风气做斗争，成绩突出的； （七）见义勇为，舍己救人，积极参加抢险救灾，保护国家和人民群众生命财产安全，成绩突出的； （八）热情为群众服务，做好事，办实事，成绩突出的； （九）在其他方面成绩突出的。 |
| ——《公安机关人民警察奖励条令》第十一条 | |

## 批准权限
- “公安部部长、副部长、纪委书记（督察长）、政治部主任、部长助理的奖励，经公安部党委会议审议，报国务院审批。”[3]
- 授予其他人员一级英模称号的批准权限属公安部。[4]

## 待遇
- 奖章和证书：由公安部颁发[5]。奖章和证书的式样、质地和规格由公安部统一制定并负责制作[6]。
- 奖金：  由公安部颁发给一级英模奖金五万元（公安部可以根据实际情况，对奖金标准进行适当调整）[7]。
  - 特别奖金：公安部对因公牺牲或者病故的人民警察追授一级英模称号时，可以在颁发第三十条规定的奖金之外，颁发特别奖金（特别奖金的标准由公安部确定） [7]。
- 本人就学：符合条件的英模，可以推荐进入公安部所属高等院校学习[8]。
- 子女就学：符合条件的英模子女，可以保送进入普通公安高等院校学习[9]。
- 提前晋升警衔：可以按照有关规定提前晋升警衔[10]。
- 哀荣：全国公安系统一级英雄模范逝世后，以公安部名义发唁电或者唁函，并以公安部部长、公安部政治部名义分别送花圈，在《人民公安报》发表讣告[11]。

## 名单
以下按授予时间顺序，列出历年被授称号的一级英模者姓名、性别、生卒日期，参加公安工作时间，授予时或牺牲（姓名加黑框表示追授）时、现任职务或离退休前的职务和警衔，突出事迹等简要信息。

### 1980年
- 柴玉玲(1923—1980)，男，1945年参加公安工作，历任山西省闻喜县公安局侦察员、副股长、股长、副局长、教导员。1980年10月30日追捕越狱、盗枪杀人犯时受重伤，仍击伤一名罪犯，终因流血过多牺牲。1981年1月1日追授。

- 高松岭(1945—)，男，1965年8月参加公安工作，历任北京市公安局十三处三队、公交分局刑警队民警、副队长、政委。1980年4月25日授予。
- 尹燕珩(1926—)，男，1951年参加公安工作，历任黑龙江省哈尔滨市公安局道外分局民警、东莱派出所所长、指导员、哈尔滨市人民警察学校政治处主任、副处级督导员。1980年4月25日，公安部授予全国公安战线一级英雄模范称号。

- 黄环英(1935—)，女，1956年参加公安工作，历任太原市公安局法医、山西省公安厅三处法医、四处副科长、副厅长、正厅级巡视员。1980年4月25日公安部授予。

- 马文贤(1918—1998)，女，内蒙古扎兰屯市正阳办事处任治保主任、居委会主任。1980年4月25日授予。1998年7月1日病逝。

- 王明海(1951—)，男，1971年参加公安工作，历任辽宁省沈阳市公安局交通大队民警、副指导员、副大队长、大队长。1980年4月25日授予。

### 1982年
- 周怡(1961—)，女，1982年5月参加公安工作，任北京市公安局地铁分局前门站派出所民警；同年10月9日在一起杀人事件中因抢救一名坠轨小学生受重伤；10月27日授予。伤愈后离开公安系统。

### 1992年
- 孙瑞林(1960—1992)，原江苏省扬州市邗江县公安局刑警队副队长。1992年7月11日在搜捕犯罪嫌疑人过程中，突遭嫌犯用剧毒氢氟酸液体泼洒，为保护战友壮烈牺牲，时年32岁。[12]

### 1993年
- 张效增(1925－)，男，1952年参加公安工作，历任山西省寿阳县公安局副股长、股长、副局长、教导员。1983年1月22日授予。1986年退休。

- 李学刚(1955—1993)，男，1976年参加公安工作，历任北京铁路公安处北京站公安派出所民警、副所长，北京站公安段刑警队长，公安部五局主任科员，三级警督，多次负伤。1993年11月8日办案途中因交通事故以身殉职。1993年12月2日追授。

### 1994年
- 戴成江(1950—1994)，男，1970年参加公安工作，历任天津市公安局交通民警大队直属一队民警、天津市公安交通管理局一中队民警，三级警督。1994年2月21日因癌症病逝。1994年3月4日追授。

- 白木仁(1963—1994)，男，1992年参加公安工作，阿拉善左旗公安局豪斯布尔都苏木公安特派员，二级警司。1994年10月21日处置一起爆炸案时被歹徒引爆炸药炸死。1994年12月30日追授。

### 1995年
- 刘海旺（1949—1994），男，1976年参加公安工作。1994年任毕日嘎乡派出所所长，二级警督，11月17日晚追捕两名持枪歹徒时，头部中弹牺牲。1995年1月23日追授。

- 崔大庆（1959-1995），男，1981年参加公安工作，历任北京市公安局丰台分局丰台镇派出所民警、副所长，一级警司。1995年3月11日调查一起械斗命案时中弹身亡。1995年3月23日追授。

- 甘　雷（1970-），男，1989年参加公安工作，北京市公安局丰台分局丰台镇派出所民警，三级警司。1995年3月11日调查一起械斗命案时，与持枪歹徒搏斗并在他人的协助下抓获歹徒。1995年3月23日授予。

- 兰相田（1960-1995），男，1981年参加公安工作，山西省原平市公安局大牛店派出所指导员，一级警司。1995年4月1日牺牲于一拐卖妇女罪犯的自杀性爆炸袭击。1995年4月13日追授。

- 赵虎生（1958-1995），男，1989年参加公安工作，山西省原平市公安局三街派出所民警，二级警司。1995年4月1日牺牲于一拐卖妇女罪犯的自杀性爆炸袭击。1995年4月13日追授。

- 柴中东（1968-），男，1991年参加公安工作，河北省石家庄市公安局防暴支队民警，三级警司。1995年4月2日抓捕两名持枪歹徒时中弹负重伤。1995年4月12日授予。

- 苏俊栓（1947-），男，1971参加公安工作，北京市公安交通管理局西城交通大队任副处级民警，二级警督。1988年7月19日被授予二级英模称号，1995年12月25日被授予一级英模称号。

### 1996年
- 张晓东（1966－1996），男，1989年8月参加公安工作，秦皇岛市公安局海港分局刑侦科、经济技术开发区分局刑侦科技术员，二级警司。1996年4月26日被一名入室盗窃拒捕犯罪嫌疑人用改椎刺中头部牺牲。1996年5月9日追授。

- 张宏飞（1969－1996），男，1991年参加公安工作，石家庄市公安局特警支队一大队三中队民警，二级警司。1996年9月4日追捕6名犯罪嫌疑人时，与持刀歹徒搏斗，被匕首刺中牺牲。1996年9月11日追授。

- 王光生（1952－1995），男，原海口市公安局新华分局刑警大队民警。1996年11月追授。[13]。

### 2000年
- 王立军，1984年参加公安工作，多次立功、负伤，1991年、1993年两次被授予二级英模称号。2000年被授予一级英模称号，时任铁岭市公安局副局长[14]。2012年王立军事件前任重庆市副市长兼公安局局长，副总警监。
- 刘金国，2000年被授予一级英模称号，同时被河北省授予“优秀人民公仆”称号，时任河北省公安厅副厅长。

### 2001年
- 林惠德（1963.3 - 2000.7），生前系福建省漳州市长泰县公安局武安分局局长。[15]

### 2003年
- 黄联明（1968.8 - 2003.6），生前系广东省深圳市公安局龙岗分局李朗派出所原所长。[16]在1999年11月被确诊患有晚期直肠癌后，仍坚持奋战在治安工作第一线。2003年被公安部追授“全国公安系统一级英雄模范”称号。

### 2004年
- 任长霞（1964.2 - 2004.4），女，生前系河南省登封市公安局局长。2004年4月14日，任长霞在调查一起强奸杀害幼女案后返回登封市的途中，不幸遭遇车祸殉职，年仅40岁。2004年5月1日追授。[17]

### 2007年
- 王江，黑龙江省佳木斯市驻村民警。[18]。

### 2008年
- 蒋敏，女，羌族，1980年9月出生，中共党员，2001年10月参加公安工作，四川省彭州市公安局政工监督室民警，三级警司。[19]。

- 黎定琦，海南省昌江黎族自治县公安局刑警大队教导员、主检法医师。[20]。
- 盖起章（1951.2～2008.10），生前系福建省福州市公安局原党委副书记、纪委书记。[21]

### 2009年
- 谭纪雄，湖北省武汉市公安局特警支队突击大队副大队长，2009年6月3日，谭纪雄同志在参与处置一起暴力劫持人质事件过程中，奋不顾身扑向穷凶极恶的持枪歹徒，自己身负重伤，为及时制服歹徒、成功解救人质发挥了决定性作用。[22]。

### 2010年
- 朱晓平，公安部装备财务局局长。2010年1月13日，在海地首都太子港执行维和任务时遭遇里氏7.3级强烈地震，不幸遇难、以身殉职。[23]
- 郭宝山，公安部国际合作局副局长。2010年1月13日，在海地首都太子港执行维和任务时遭遇里氏7.3级强烈地震，不幸遇难、以身殉职。[23]
- 王树林，公安部装备财务局调研员。2010年1月13日，在海地首都太子港执行维和任务时遭遇里氏7.3级强烈地震，不幸遇难、以身殉职。[23]
- 李晓明，公安部国际合作局维和警察工作处主任科员。2010年1月13日，在海地首都太子港执行维和任务时遭遇里氏7.3级强烈地震，不幸遇难、以身殉职。[23]
- 赵化宇，公安部警务保障局政府采购工作处副处长。2010年1月13日，在海地首都太子港执行维和任务时遭遇里氏7.3级强烈地震，不幸遇难、以身殉职。[23]

- 沈战东（1982－2010），沈战东，男，汉族，1982年1月出生，河南省新郑市人，中共党员，2005年10月参加公安工作，大学文化，三级警司，生前任河南省郑州市公安局特巡警支队特警四大队民警。2010年2月25日授予。[24]

- 张浩，上海市公安局刑事侦查总队第五支队挂职副支队长。2010年11月16日授予。[25]

### 2011年
- 王立科，大连市副市长、公安局局长。[26]
- 钱祥村，山东省泰安市公安局泰山区分局刑警大队民警，二级警司。[27]
- 夏波，生前任泰安市公安局泰山区分区刑事侦查大队侦查三中队队长。2011年1月4日，在山东泰安持枪袭警案不幸牺牲。[27]
- 肖斌，生前任泰安市公安局泰山区分局岱宗坊派出所岱道庵警务区警长。2011年1月4日，在山东泰安持枪袭警案不幸牺牲。[27]
- 齐洪海，生前任泰安市公安局交通警察支队直属二大队科员。2011年1月4日，在山东泰安持枪袭警案不幸牺牲。[27]
- 顾金钟，天津市公安局大港分局海滨派出所民警。[28]
- 顾瑛（1953-2010.8.26），生前任江苏省南通市公安局刑警支队支队长。在他的带领下，南通全市连续18年杀人案件破案率95%以上、有6年实现命案当年全破，成为全国公安系统的一面旗帜。2010年8月26日因公殉职。2011年9月1日追授“全国公安系统一级英雄模范”称号。[29]

### 2013年
- 施华山，参加公安工作21年来，在打击犯罪、服务群众，特别是解救被拐卖妇女儿童等方面贡献突出，先后成功解救161名被拐卖妇女儿童，抓获拐卖妇女儿童的违法犯罪人员38名，被群众誉为“打拐英雄”。[30]

### 2014年
- 陈冰，重庆市北部新区公安分局刑侦民警。[31]

### 2015年
- 薛永清，河北省肃宁县公安局政委。2015年6月12日授予。[32]

### 2016年
- 陈清洲，福建省厦门市公安局指挥情报中心教导员，一级警督警衔。[33]

### 2017年
- 李敬忠（1984－2017），云南省西双版纳傣族自治州景洪市公安局禁毒大队原副大队长。在2016年11月4日执行抓捕外籍毒贩任务中壮烈牺牲，年仅32岁。[34]

- 贾巴伍各（1983－2017），2017年6月14日上午9时许，公安机关在搜捕犯罪嫌疑人的行动中，遭遇藏匿高山岩洞的犯罪嫌疑人开枪伏击，贾巴伍各英勇负伤，因失血过多，经抢救无效，壮烈牺牲，年仅34岁。[35]

- 程永林，江西省贵溪市刑侦大队民警。[36]

### 2018年
- 许奎，武汉市江岸区公安分局刑侦大队副大队长。从警13年来，带领民警先后破获各类案件2600余起，抓获犯罪嫌疑人870余名，挽回经济损失1200余万元，为严厉打击违法犯罪活动、保卫人民群众生命财产安全作出了突出贡献。[37]
- 杨雪峰,重庆市公安局渝北区分局交巡警支队石船公巡大队副大队长。2018年2月18日，在执行春运交通安保任务中英勇牺牲，年仅41岁。[38]
- 张保国,山东省济南市公安局特警支队排爆中队负责人。从警19年,处置涉爆现场100余次,排除爆炸装置20多个、可疑爆炸物130多个；鉴定、排除和销毁各类炮弹、炸弹4000余发(枚),销毁废旧雷管30余万枚；完成重大活动防爆安检任务1200余次。[39]
- 邱娥国，江西省南昌市公安局西湖分局原副政委兼筷子巷派出所教导员。[40]

### 引用
1. ↑  《公安机关人民警察奖励条令》第九条
2. ↑  《公安机关人民警察奖励条令》第十二条
3. ↑  《公安机关人民警察奖励条令》第十八条
4. ↑  《公安机关人民警察奖励条令》第十三条
5. ↑  《公安机关人民警察奖励条令》第二十六条
6. ↑  《公安机关人民警察奖励条令》第二十七条
7. 1 2  《公安机关人民警察奖励条令》第三十一条
8. ↑  《公安机关人民警察奖励条令》第三十二条
9. ↑  《公安机关人民警察奖励条令》第三十三条
10. ↑  《公安机关人民警察奖励条令》  第三十四条
11. ↑  《公安机关人民警察奖励条令》第四十三条
12. ↑  .   [2019-04-04]. （原始内容存档于2019-05-12）. 外部链接存在于|title= (帮助)
13. ↑  [http://ga.hainan.gov.cn/sgat/xhtml/404.html （页面存档备份，存于） 海南省公安系统一级英雄模范情况-公安英模--海南省公安厅
14. ↑  王立军荣获全国公安系统一级英模称号 （页面存档备份，存于），新华社2000年6月20日沈阳电（记者张非非、吴巍），人民网
15. ↑  .   [2019-04-04]. （原始内容存档于2019-05-12）.
16. ↑  . www.sz.gov.cn.   [2023-03-06]. （原始内容存档于2023-03-06）.
17. ↑  .   [2020-06-22]. （原始内容存档于2020-08-06）.
18. ↑  .   [2019-04-04]. （原始内容存档于2020-02-18）.
19. ↑  .   [2019-04-04]. （原始内容存档于2019-04-04）.
20. ↑  .   [2019-04-04]. （原始内容存档于2019-04-04）.
21. ↑  .   [2019-04-04]. （原始内容存档于2019-04-04）.
22. ↑  .   [2019-04-04]. （原始内容存档于2012-10-23）.
23. 1 2 3 4 5  .   [2020-12-19]. （原始内容存档于2019-05-13）.
24. ↑  .   [2019-04-04]. （原始内容存档于2019-04-04）.
25. ↑  张浩同志被授予全国公安系统一级英雄模范称号 （页面存档备份，存于） 公安部刑事侦查局网站
26. ↑  .   [2019-04-04]. （原始内容存档于2019-05-13）.
27. 1 2 3 4  .   [2019-04-04]. （原始内容存档于2013-09-02）.
28. ↑  .   [2019-04-04]. （原始内容存档于2019-04-04）.
29. ↑  . www.xinhuanet.com.   [2021-02-20]. （原始内容存档于2020-08-06）.
30. ↑  .   [2019-04-04]. （原始内容存档于2019-04-04）.
31. ↑  .   [2019-04-04]. （原始内容存档于2019-04-04）.
32. ↑  薛永清被追授一级英模 两名英雄被评定为烈士 （页面存档备份，存于） 中华人民共和国公安部网站
33. ↑  .   [2019-04-04]. （原始内容存档于2019-04-04）.
34. ↑  .   [2019-04-04]. （原始内容存档于2020-08-10）.
35. ↑  .   [2019-04-04]. （原始内容存档于2019-05-13）.
36. ↑  .   [2019-04-04]. （原始内容存档于2019-05-14）.
37. ↑  .   [2019-04-04]. （原始内容存档于2019-05-13）.
38. ↑  .   [2019-04-04]. （原始内容存档于2019-06-23）.
39. ↑  .   [2019-04-04]. （原始内容存档于2019-04-04）.
40. ↑  .   [2019-04-04]. （原始内容存档于2019-04-04）. 外部链接存在于|title= (帮助)